# Nagari Saniang Baka
Nagari Saniang Baka is een bestuurslaag in het regentschap Solok van de provincie West-Sumatra, Indonesië. Nagari Saniang Baka telt 5159 inwoners (volkstelling 2010).